# Carlos Andrés Arano
Carlos Arano é um futebolista argentino que atua como zagueiro, e atualmente joga no River Plate.